# Udo Weilacher
Udo Stefan Weilacher (* 4. März 1963 in Kaiserslautern) ist ein deutscher Landschaftsarchitekt, Universitätsprofessor und Autor.

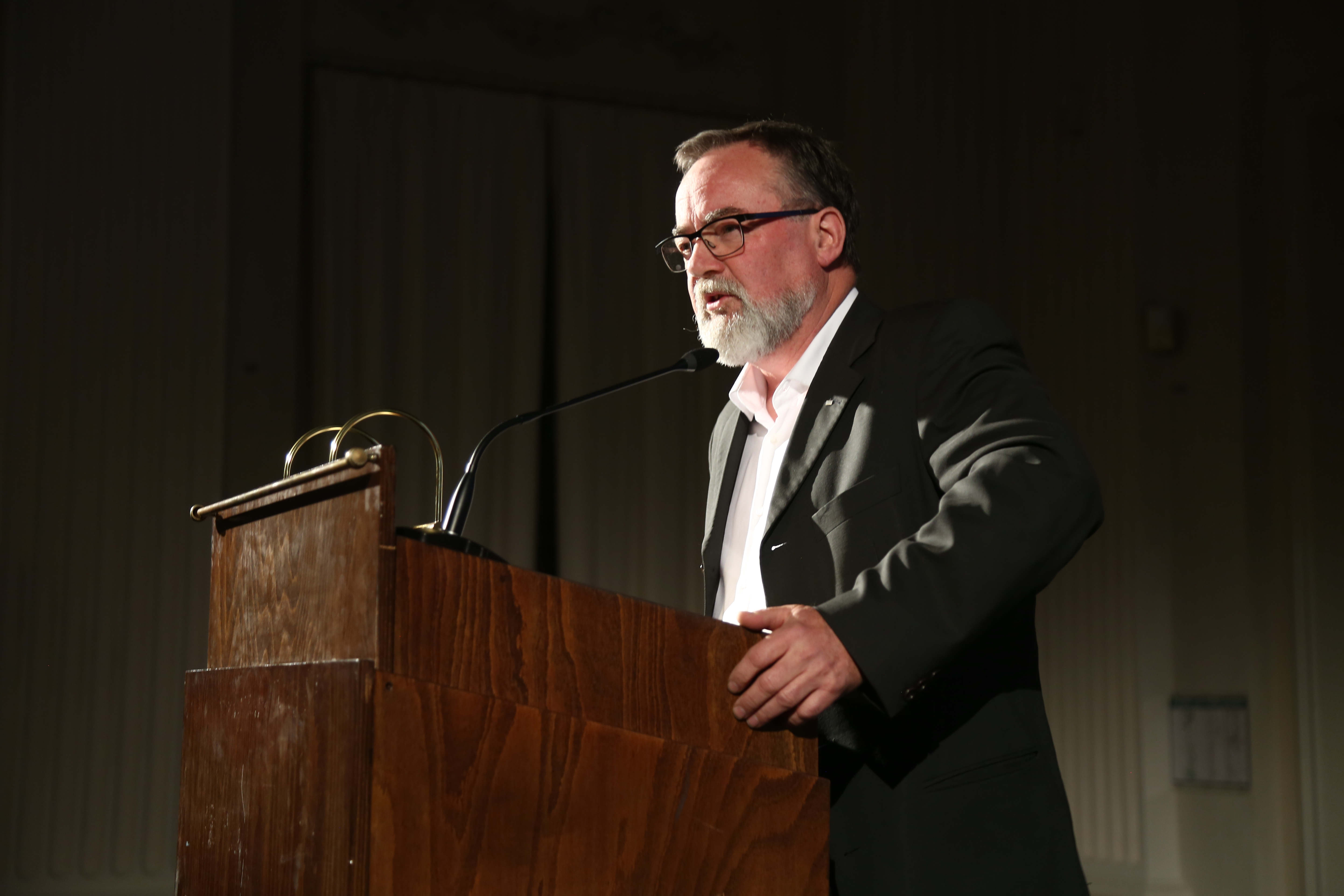
Udo Weilacher, 2023

## Werdegang
Udo Weilacher erlernte nach dem Abitur 1982 am Staatlichen Gymnasium am Rittersberg in Kaiserslautern den Beruf des Landschaftsgärtners. Er studierte von 1986 bis 1993 Landschaftsarchitektur an der Technischen Universität München und der California State Polytechnic University Pomona (gefördert von der Friedrich-Ebert-Stiftung) und diplomierte 1993 an der Technischen Universität München bei Peter Latz über die Beziehung zwischen Land Art und Landschaftsarchitektur. 1992 gründete er mit Rita Weilacher ein Landschaftsarchitekturbüro und lehrte als wissenschaftlicher Mitarbeiter an der Universität Karlsruhe bei Dieter Kienast (1993–1997) und danach als Oberassistent sowie Lehrbeauftragter an der ETH Zürich bei Dieter Kienast (1997–1998) und Christophe Girot (2001–2002).
Udo Weilacher begann 1997 seine Dissertation an der ETH Zürich, betreut von seinem Doktorvater Dieter Kienast und dem Korreferenten Arthur Rüegg über Leben und Werk des Schweizer Gartenarchitekten Ernst Cramer in Kooperation mit dem Archiv für Schweizer Landschaftsarchitektur. Nach dem Tod von Dieter Kienast im Dezember 1998 übernahm Arthur Rüegg die Rolle des Doktorvaters, und Peter Latz von der Technischen Universität München wurde als Korreferent eingesetzt. Weilacher erlangte 2001 seine Promotion (Doktor) an der ETH Zürich mit Auszeichnung (Dr. sc. ETH Zürich). Er war 2000 als Gastprofessor an der Universität Reggio Calabria bei Franco Zagari tätig, trat 2002 die Nachfolge von Günter Nagel an der Leibniz Universität Hannover an und richtete dort die deutschlandweit erste Juniorprofessur für Theorie aktueller Landschaftsarchitektur ein. 2006 bis 2008 amtierte er als Dekan der Fakultät für Architektur und Landschaft an der Leibniz Universität Hannover. 2009 übernahm Udo Weilacher die Nachfolge von Peter Latz an der Technischen Universität München, wo er seither den Lehrstuhl für Landschaftsarchitektur und Transformation an der TUM School of Engineering and Design leitet.

## Forschung und Lehre
Weilacher forscht seit 1993 zur Verbindung zwischen Landschaftsarchitektur und Entwerfen, bildender Kunst und Gartenkunstgeschichte. Er untersucht die Entwicklung der aktuellen Landschaftsarchitektur in Europa und die Herausforderungen bei der Transformation von Kulturlandschaften, insbesondere von ehemaligen Industrielandschaften, zum Beispiel im Alpenraum. Dies führte zu zahlreichen Forschungskooperationen und Veröffentlichungen. Er war unter anderem 1997–1999 Mitglied im Sachverständigenkreis der Landart-Galerie Mechtenberg im Rahmen der Internationalen Bauausstellung Emscher Park (IBA) sowie Kuratoriumsmitglied im Fritz-Schumacher-Preis der Alfred Toepfer Stiftung in Hamburg und wirkt seit 2009 für die Bayerische Akademie der Schönen Künste im Auswahlgremium zur Verleihung des Friedrich-Ludwig-von-Sckell-Ehrenrings mit. Seit 2007 ist er für die Technische Universität München Kooperationspartner im Internationalen Doktorandenkolleg „Forschungslabor Raum“, das er gemeinsam mit Professoren der ETH Zürich, der TU Wien, der HCU Hamburg, dem Karlsruher Institut für Technologie, der TU Berlin, dem ILS–Institut für Landes- und Stadtentwicklungsforschung und der Universität Stuttgart als interdisziplinäres Graduiertenkolleg betreibt. Zwischen 2007 und 2023 schlossen 13 Doktorierende ihre Promotion unter der Leitung von Udo Weilacher erfolgreich ab.
Udo Weilacher ist Autor zahlreicher Artikel und einschlägiger Fachbücher zu den oben genannten Themen und schrieb zwischen 1999 und 2003 regelmäßig im Monatsmagazin NZZ Folio der Neuen Zürcher Zeitung zu aktueller Landschaftsarchitektur. Er ist Mitglied beim Deutschen Werkbund (DWB), beim Bund Deutscher Landschaftsarchitekten (bdla) und bei der Deutschen Gesellschaft für Gartenkunst und Landschaftskultur (DGGL). Er ist seit 1995 als Garten- und Landschaftsarchitekt Mitglied der Architektenkammer (Baden-Württemberg, Niedersachsen, Bayern) und wirkt in verschiedenen Gestaltungsbeiräten Deutscher Städte sowie als Fachexperte in zahlreichen internationalen Wettbewerbs- und Gutachterverfahren mit. Zudem ist Udo Weilacher Mitglied in wissenschaftlichen Beiräten verschiedener Forschungseinrichtungen und Fachzeitschriften.

## Auszeichnungen und Preise
- 1990: „Special Recognition“, Auszeichnung der California State Polytechnic University, Pomona (Los Angeles/ USA) für exzellente Studienleistung
- 1995: Schinkelpreis
- 1996: Peter-Joseph-Lenné-Preis des Landes Berlin
- 2001: Medaille der ETH Zürich für Dissertation an der ETH Zürich zum Thema Ernst Cramer, Schweizer Gartenarchitekt 1898–1980
- 2011: John Brinckerhoff Jackson Book Prize der Foundation of Landscape Studies in New York für das Buch Syntax der Landschaft. Die Landschaftsarchitektur von Peter Latz und Partner[14]
- 2017: Mellon Practitioner Resident[15] an der Dumbarton Oaks Research Library and Collection (Harvard University), Washington, D.C.

## Schriften
Bücher (Auswahl)
- Zwischen Landschaftsarchitektur und Land Art. Mit Vorworten von John Dixon Hunt und Stephen Bann. Birkhäuser, Basel/ Berlin/ Boston 1996, ISBN 3-7643-5270-1.
- Visionäre Gärten. Die modernen Landschaften von Ernst Cramer. Mit Vorworten von Peter Latz und Arthur Rüegg. Birkhäuser, Basel/ Berlin/ Boston 2001, ISBN 3-7643-6568-4.
- mit Peter Wullschleger: Landschaftsarchitekturführer Schweiz. Birkhäuser, Basel/ Berlin/ Boston 2002, ISBN 3-7643-6587-0.
- In Gärten. Profile aktueller europäischer Landschaftsarchitektur. Birkhäuser, Basel/ Berlin/ Boston 2005, ISBN 3-7643-7084-X.
- mit Bettina von Dziembowski und Dominik von König (Hrsg.): Neuland. Bildende Kunst und Landschaftsarchitektur. Birkhäuser, Basel/ Berlin/ Boston 2007, ISBN 978-3-7643-8619-1.
- Syntax der Landschaft. Die Landschaftsarchitektur von Peter Latz und Partner. Birkhäuser, Basel/ Berlin/ Boston 2008, ISBN 978-3-7643-7614-7.
- mit Bettina von Dziembowski und Joachim Werren (Hrsg.): Neuland. Landschaft zwischen Wirklichkeit und Vorstellung. Birkhäuser, Basel/ Boston/ Berlin 2009, ISBN 978-3-0346-0085-9.
- mit Andrea Koenecke und Joachim Wolschke-Bulmahn (Hrsg.): Die Kunst, Landschaft neu zu erfinden. Werk und Wirken von Bernard Lassus. Meidenbauer, München 2010, ISBN 978-3-89975-116-1.
- mit Internationales Doktorandenkolleg Forschungslabor Raum (Hrsg.): Forschungslabor Raum. Das Logbuch/ Spatial Research Lab. The Logbook. Jovis, Berlin 2012, ISBN 978-3-86859-127-9.
- mit Internationales Doktorandenkolleg Forschungslabor Raum (Hrsg.): Urbane Transformationslandschaften/ Urban Landscape Transformation. Jovis, Berlin 2016, ISBN 978-3-86859-385-3.
- mit Internationales Doktorandenkolleg Forschungslabor Raum (Hrsg.): Grenzen überschreiten - Räume Aktivieren/ Crossing Borders - Activating Spaces. Jovis, Berlin 2021, ISBN 978-3-86859-573-4.

Aufsätze (Auswahl)
- Garden Thinking in Cities of Tomorrow. In: SPOOL. Journal of Architecture and the Built Environment. Delft 2020, E-ISSN 2215-0900, S. 113–130. doi:10.7480/spool.2020.1.5484
- Neue Ästhetik urbaner Landwirtschaft. Eine Feldstudie. In: Susanne Kost, Christina Kölking (Hrsg.): Transitorische Stadtlandschaften. Springer VS, Wiesbaden 2017, ISBN 978-3-658-13726-7, S. 179–194.
- Switzerland und ca. 18 weitere Beiträge in Patrick Taylor (Hrsg.): The Oxford Companion to the Garden. Oxford University Press, New York 2006, ISBN 0-19-866255-6.
- Bildwelten in Bewegung. Be- und Entschleunigte Landschaften. Image Worlds in Motion. Landscapes Accelerated and De-accelerated. In: Brigitte Franzen, Stefanie Krebs (Hrsg.): Mikrolandschaften. Landscape Culture on the Move. Microlandscapes. Westfälisches Landesmuseum für Kunst und Kulturgeschichte, Münster 2006, ISBN 3-88789-150-3, S. 184–199.
- Land Art. In: Daniela Colafranceschi (Hrsg.): Landscape + 100 words to inhabit it. Editorial Gustavo Gili SL, 2007, ISBN 978-84-252-2175-0, S. 108–110.
- Gärten gegen Menschen? Dieter Kienasts Suche nach der Balance zwischen Ästhetik und Ökologie. In: Ulrich Eisel, Stefan Körner (Hrsg.): Landschaft in einer Kultur der Nachhaltigkeit. Band 2: Landschaftsgestaltung im Spannungsfeld zwischen Ästhetik und Nutzen. Universität Kassel, 2007, ISBN 978-3-89117-166-0, S. 136–145 (PDF; 235 KB)
- The Garden as the Last Luxury Today. Thought-Provoking Garden Projects by Dieter Kienast. In: Michel Conan (Hrsg.): Contemporary Garden Aesthetics, Creations and Interpretations. Harvard University Press, 2007, ISBN 978-0-88402-325-8, S. 81–95.